# HD 154345 b
HD 154345 b è un pianeta extrasolare in orbita attorno alla stella HD 154345. Attualmente (giugno 2007) ha l'orbita più larga conosciuta in un pianeta extrasolare.

## Scoperta
Il pianeta è stato scoperto nel 2006 da un team guidato da Jason T. Wright usando il metodo della velocità radiale che individua le piccole variazioni nella velocità radiale della stella causate dalla gravità del pianeta. La scoperta è stata pubblicata nel 2007.

## Caratteristiche
HD 154345 b è un gigante gassoso con una massa simile a quella di Giove. Orbita la propria stella a una distanza di 4,3 UA. La sua orbita è più piccola di quella di Giove, il suo periodo orbitale è di 3340 giorni, poco più di nove anni terrestri, ma la sua eccentricità orbitale è molto più alta.
Il pianeta non si avvicina troppo alla zona abitabile da disturbare le orbite di eventuali pianeti terrestri nel sistema, di conseguenza continua la ricerca di pianeti terrestri nel vasto spazio interno all'orbita del gigante gassoso.